# Zall Dardhë
Zall Dardhë è una frazione del comune di Dibër in Albania (prefettura di Dibër).
Fino alla riforma amministrativa del 2015 era comune autonomo, dopo la riforma è stato accorpato, insieme agli ex-comuni di Arras, Fushë Çidhën, Kala e Dodës, Kastriot, Lurë, Luzni, Maqellarë, Melan, Muhurr, Peshkopi, Selishtë, Sllovë, Tomin e Zall Reç a costituire la municipalità di Dibër.

## Località
Il comune è formato dall'insieme delle seguenti località:
- Zall-Dardhe
- Lashkize
- Lugjej
- Menesh
- Nezhaj
- Qa
- Sorice
- Shenlleshen
- Tarta